# Projev na Gazimestanu
Projev na Gazimestanu v blízkosti kosovské metropole Prištiny se uskutečnil dne 28. června 1989. Řečníkem byl Slobodan Milošević. Projev se stal vyvrcholením oslav 600. výročí Bitvy na Kosově poli. Shromáždění je považováno za vyvrcholení masivních lidových akcí protibyrokratické revoluce,[zdroj?] které hýbaly srbskou společností již od roku 1987.
Oslavy se konaly bezprostředně poté, co byla představitelé srbské republiky omezili faktickou míru samosprávy Autonomní oblasti Kosovo. Na Gazimestanu se projevu předsedy předsednictva SR Srbsko účastnilo podle jugoslávských zdrojů mezi jedním až dvěma miliony lidí; podle agentury Reuters to bylo nicméně pouhých 300 000. 
Oslav se účastnilo předsednictvo SFRJ s jeho předsedou, Janezem Drnovšekem. Nesešlo se ale celé. Svojí účast na oslavách odřekl Stipe Šuvar, chorvatský člen předsednictva. Dále byl přítomen i Milan Pančevski, předseda předsednictva ÚV SKJ a předseda svazové vlády, Ante Marković. Na místě byli rovněž i nejvyšší činovníci Srbské pravoslavné církve.
Ze zahraničních hostů byli projevu přítomni téměř všichni velvyslanci se zemí NATO a Evropských společenství, kteří měli svá zastoupení v SFRJ. Svojí účast odřekli zástupci USA a Turecka. 

## Projev
Ze všech přítomných řečníků měl nejdelší projev právě srbský předák Slobodan Milošević. Jeho řeč trvala přes 30 minut. Předseda předsednictva Socialistické republiky Srbsko připomněl bitvu, která se na Gazimestanu odehrála na vidovdan (28. června) 1389. 
Za důvod (v srbské národní paměti prohrané) bitvy uvedl především nejednotu Srbů. Tu postavil do ostrého kontrastu s Jugoslávií konce 80. let. Připomněl rovněž skutečnost, že se Srbsku podařilo vrátit svojí identitu Srbsku. Tuto skutečnost lze vnímat jako připomenutí historických událostí z počátku 20. století, kdy se stalo Kosovo součástí Srbska ₋ ale také i jako vývoj konce 80. let, kdy byla omezena autonomie Kosova.
| „                                   | Na ovom mestu u srcu Srbije, na Kosovu Polju, pre šest vekova, pre punih 600-na godina dogodila se jedna od najvećih bitaka onoga doba. Kao i sve velike događaje i taj prate mnoga pitanja i tajne, on je predmet neprekidnog naučnog istraživanja i obične narodne radoznalosti. Sticajem društvenih okolnosti ovaj veliki šeststogodišnji jubilej Kosovske bitke dogodio se u godini u kojoj je Srbija, posle mnogo godina, posle mnogo decenija, povratila svoj državni, nacionalni i duhovni integritet. Nije nam, prema tome danas, teško da odgovorimo na ono staro pitanje: -sa čim ćemo pred Miloša. Igrom istorije i života izgleda kao da je Srbija baš ove 1989. godine povratila svoju državu i svoje dostojanstvo da bi tako proslavila istorijski događaj iz daleke prošlosti koji je imao veliki istorijski i simbolički značaj za njenu budućnost. | “ |
| — Úvod projevu Slobodana Miloševiće | |   |

Za základní předpoklad fungování SFRJ jako země v rozvinuté části světa byly uvedeny rovnoprávné vztahy mezi jednotlivými republikami SFRJ. 
| „                                   | Srbija je danas jedinstvena, ravnopravna sa drugim republikama i spremna da učini sve da poboljša materijalni i društveni život svih svojih građana. | “ |
| — Úvod projevu Slobodana Miloševiće | |   |

| „                                   | Ravnopravni i složeni odnosi među jugoslovenskim narodima su neophodan uslov za opstanak Jugoslavije, za njen izlazak iz krize, i pogotovo neophodan uslov za njen ekonomski i društveni prosperitet. | “ |
| — Část projevu Slobodana Miloševiće | |   |

Připomněl, že z nové jednoty srbského národa může těžit i celá Jugoslávie. Multietnické složení srbské republiky bylo označeno jako jeho přednost a jako projev trendu známého z rozvinutých zemí světa, kde se stále častěji promíchává obyvatelstvo různých národů.
| „                                   | U Srbiji nikada nisu živeli samo Srbi. Danas u njoj, više nego pre, žive i građani drugih naroda i narodnosti. To nije hendikep za Srbiju. Iskreno sam uveren da je to njena prednost. U tom smislu se menja nacionalni sastav gotovo svih, a naročito razvijenih zemalja savremenog sveta. Sve više i sve uspešnije zajedno žive građani raznih nacionalnosti, raznih vera i rasa. | “ |
| — Část projevu Slobodana Miloševiće | |   |

Milošević rovněž uvedl, že i nyní stojí národ před mnohými bitvami, které se nebojují se zbraněmi, byť to nelze do budoucna vyloučit. Za souboje budoucnosti označil boj za lepší ekonomickou, kulturní i politickou prosperitu v zemi. Pro to je nezbytný příklad kosovského hrdinství, na které má Srbsko navázat.
| „                                   | Opet smo pred bitkama i u bitkama. One nisu oružane, mada ni takve još nisu isključene. | “ |
| — Část projevu Slobodana Miloševiće |                                                                                         |   |

| „                                   | Naša glavna bitka danas odnosi se na ostvarenje ekonomskog, političkog, kulturnog i uopšte društvenog prosperiteta. Za brže i uspešnije približavanje civilizaciji u kojoj će živeti ljudi u XXI veku. Za tu nam je bitku pogotovo potrebno junaštvo. Razume se nešto drugačije. Ali ona srčanost bez koje ništa na svetu, ozbiljno i veliko, ne može da se postigne, ostaje nepromenjena, ostaje večno potrebna. | “ |
| — Část projevu Slobodana Miloševiće | |   |

V závěru svého projevu zmínil, že Srbsko stálo vždy na hranici Evropy, bylo její součástí a po staletí bránilo evropskou kulturu od cizích nájezdů. 
| „                                   | Pre šest vekova Srbija je ovde, na polju Kosovu, branila sebe. Ali je branila i Evropu. Ona se tada nalazila na njenom bedemu koji je štitio evropsku kulturu, religiju, evropsko društvo u celini. Zato danas izgleda ne samo nepravedno već i neistorijski i sasvim apsurdno razgovarati o pripadnosti Srbije Evropi. Ona je u njoj neprekidno, danas kao i pre. Razume se, na svoj način. Ali takav koji je u istorijskom smislu nije nikad lišio dostojanstva. U tom duhu mi danas nastojimo da gradimo društvo – bogato i demokratsko. I da tako doprinesemo prosperitetu svoje lepe, i u ovom trenutku nepravedno napaćene zemlje. Ali i da tako doprinesemo naporima svih progresivnih ljudi našeg doba, koje oni čine za jedan novi, lepši svet." | “ |
| — Část projevu Slobodana Miloševiće | |   |

| „                                    | Neka večno živi uspomena na kosovsko junaštvo! Neka živi Srbija! Neka živi Jugoslavija! Neka živi mir i bratstvo među narodima! | “ |
| — Závěr projevu Slobodana Miloševiće | |   |

## Reakce
V samotné Jugoslávii byla reakce na Miloševićův projev značně nejednotná. Zatímco Srbové a Černohorci jej přijali s nadšením, a to jak v Srbsku a Černé Hoře, tak i například v Chorvatsku, nebo Bosně a Hercegovině byla nesrbská část politické reprezentace i veřejnosti značně znepokojena. V Záhřebu považovali Miloševićovu řeč za volání do zbraně. Slovinská televize reagovala značně zmatenou televizní reportáží, ve které označila srbské požadavky v Jugoslávii za stále hůře splnitelné a vnímání jednoty v zemi ze srbského pohledu za slepou vojenskou poslušnost. 
Jakoukoliv interpretaci předzvěsti válečných plánů ale odmítl například Borisav Jović. Média v Srbsku a Černé Hoře naopak informovala o projevu velmi detailně. Hned druhého dne celý obsah půlhodinové řeči přetiskl deník Politika ve zvláštním vydání.
Západní novináři, kteří byli na akci přítomni, si povšimli značně nadšeného davu tisíců lidí, který bouřlivě reagoval na jednotlivé části projevu. Všimli si rovněž ale i nervozity ve tvářích slovinských a chorvatských zástupců, kteří celou akci pozorovali. Janez Drnovšek nakonec uvedl, že díky Miloševićovi byla nálada v davu přímo euforická. 

## Dopad
Západní historiografie označuje projev Slobodana Miloševiće, především následující pasáž, za manifestaci šovinismu:
| „ | Opet smo pred bitkama i u bitkama. One nisu oružane, mada ni takve još nisu isključene | “ |

| „ | Opět se nacházíme před bitvami a v bitvách. Nejsou sice bojovány se zbraněmi v ruce, nicméně ani takové nejsou vyloučeny | “ |

Projev Slobodana Miloševiće na Kosově poli toho dne byl označen za ukázku velkosrbství a předzvěst následujícího konfliktu. Podobně jej okomentoval i kosovskoalbánský politik, Ibrahim Rugova,[zdroj?] či Azem Vllasi
Během soudního procesu se Slobodanem Miloševićem byla právě tato věta použita jako důkaz, že Milošević měl již v té době válečné plány pro násilné obsazení ostatních republik SFRJ.
Milošević ve svém projevu nicméně zmínil několik klíčových prvků, které se staly součástí ideje srbského nacionalismu. Poprvé také použil přirovnání, že Kosovo je srdce Srbska. Několikrát zmínil příklady srbského hrdinství a odvahy, historické role Srbů jako osvoboditelů. ( Na rozdíl od české historiografie vyzdvihující Bílou Horu, Zborov, Mnichov , okupaci a rok 1968. I tento koncept se později stal součástí klíčových motivů srbských vlastenců a i nacionalistů.